# Orașul celor blestemați (film din 1995)
Orașul celor blestemați (în engleză Village of the Damned) este un film american SF de groază din 1995 regizat de John Carpenter. Rolurile principale au fost interpretate de actorii Christopher Reeve, Kirstie Alley, Linda Kozlowski, Michael Paré, Mark Hamill și Meredith Salenger. Este o refacere a filmului omonim din 1960 regizat de Wolf Rilla; ambele bazate pe romanul englezesc din 1957 The Midwich Cuckoos de John Wyndham.

## Distribuție
- Christopher Reeve - Dr. Alan Chaffee, medicul orașului
- Karen Kahn - Barbara, soția Dr. Chaffee
- Kirstie Alley - Dr. Susan Verner, un epidemiolog care lucrează pentru guvernul federal al Statelor Unite, care investighează ciudat de numeroasele sarcini cu copii
- Linda Kozlowski - Jill McGowan, directoarea școlii și o văduvă care devine mama lui David
- Michael Paré - Frank McGowan, soțul decedat al lui Jill
- Meredith Salenger - Melanie Roberts, o fecioară al cărei copil este născut mort
- Mark Hamill - Reverend George, predicatorul orașului
- Pippa Pearthree - Sarah, soția Reverendului George
- Peter Jason - Ben Blum

### Copiii
- Thomas Dekker - David McGowan, fiul lui Jill McGowan
- Lindsey Haun - Mara Chaffee, fiica doctorului Alan și a Barbarei Chaffee
- Cody Dorkin - Robert, fratele lui Melanie Roberts
- Trishalee Hardy - Julie, fiica lui Ben și a lui Callie Blum
- Jessye Quarry - Dorothy
- Adam Robbins - Isaac, fiul Reverendului George și al lui Sarah
- Chelsea DeRidder Simms - Matt
- Renee Rene Simms - Casey
- Danielle Keaton - Lily